# Berkay Dabanlı
Berkay Tolga Dabanli (Francoforte sul Meno, 27 giugno 1990) è un calciatore tedesco, difensore svincolato.

## Carriera
Inizia a giocare nel settore giovanile del FSV Francoforte, con cui gioca anche un campionato nella squadra riserve; dopo un'altra stagione da titolare nella squadra riserve del Bayer Leverkusen, passa ai turchi del Kayserispor, con cui gioca 8 partite in massima serie. La stagione seguente, dopo aver giocato altre 2 partite di campionato viene acquistato dal Norimberga, con cui giocava 13 partite in Bundesliga. Torna poi in Turchia all'Eskişehirspor, con cui nell'arco di un triennio totalizza complessivamente 20 presenze ed una rete nella prima divisione turca e 3 presenze in seconda divisione; dopo due brevi parentesi nella terza divisione tedesca gioca nuovamente nella seconda divisione turca, al Boluspor e nuovamente all'Eskisehirspor, prima di andare a giocare all'Altach, club della prima divisione austriaca, che nel gennaio del 2022 dopo complessive 40 presenze lo cede al Kocaelispor, club della seconda divisione turca. Nell'estate del 2022 si trasferisce al Losanna, nella seconda divisione svizzera. Nel 2024 va a giocare al Fatih Karagümrük, nella seconda divisione turca.